# Paroxyophthalmus savatieri
Paroxyophthalmus savatieri es una especie de mantis de la familia Tarachodidae.

## Distribución geográfica
Se encuentra en Gambia y Senegal.